# What's My Line?

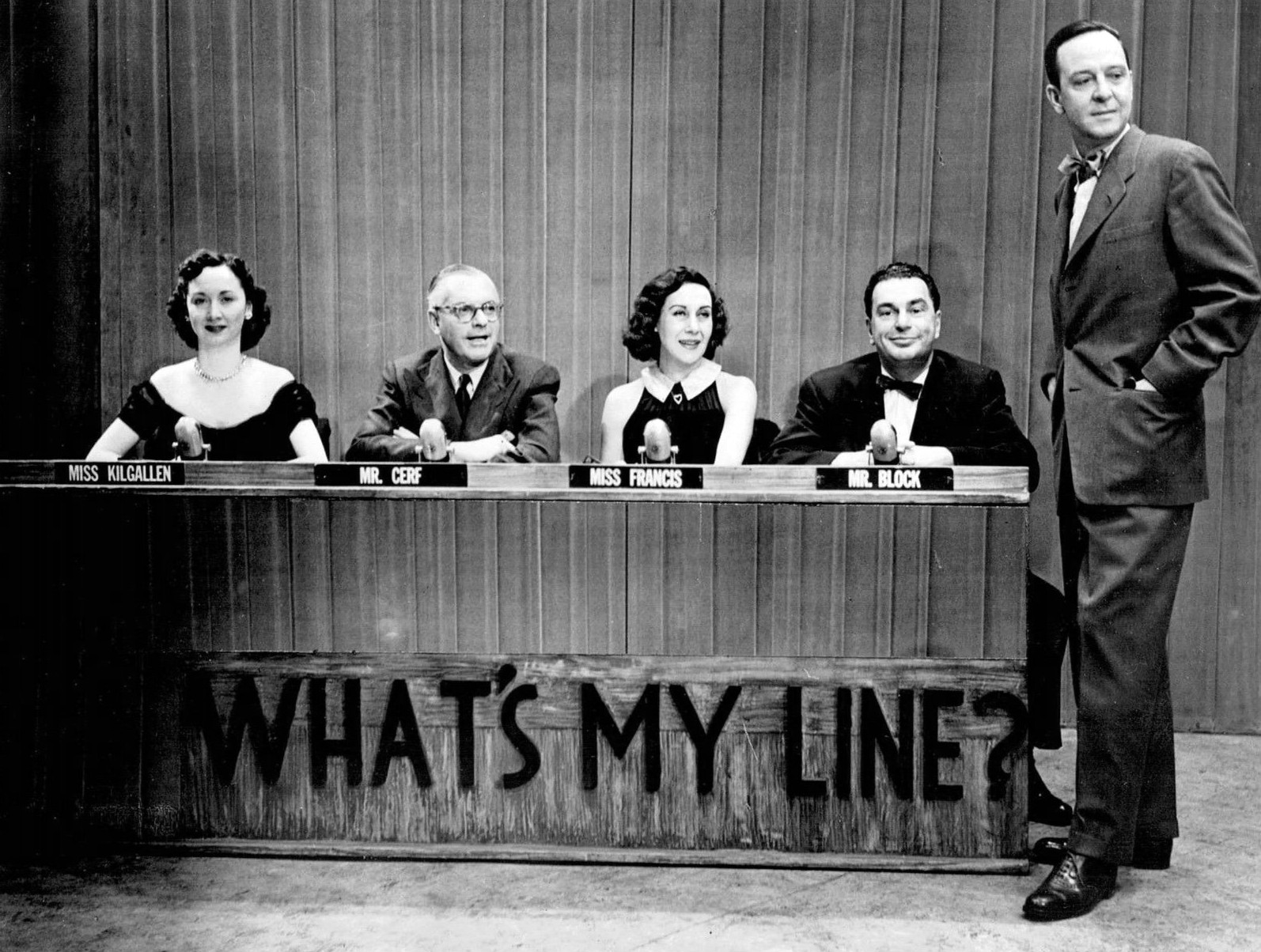
John Daly et les quatre jurés en 1952.

What's My Line? est une émission de divertissement hebdomadaire américaine diffusée le dimanche soir à 22 h 30 sur CBS de 1950 à 1967. Il demeure le jeu télévisé en première partie de soirée le plus longtemps diffusé dans l'histoire de la télévision américaine.

## Présentation
My and line est un jeu de questions-réponses (l'invité ne peut répondre que par oui ou non,  entre un panel permanent de quatre questionneurs qui dans la première partie de l'émission doivent découvrir la profession insolite (par exemple casseur d'œufs, fabricant de dynamite ou de plaques d'égout) d'un invité anonyme d'où le titre du programme « What's my line? » (quel est mon métier ?) puis dans la seconde partie après les écrans de publicité les questionneurs désormais porteurs d'un masque doivent découvrir l'identité d'une célébrité, le « mystery guest », qui, si nécessaire, peut voir sa voix modifiée par trucage. 
Présenté et arbitré par le modérateur John Charles Daly, l'émission remporta trois Emmy Awards en 1952, 1953, 1958 et le Golden Globes pour le meilleur show TV en 1962. Des vedettes des arts, du music-hall, de la politique ou du sport constituent principalement les invités surprises, de Gloria Swanson à Duke Ellington, en passant par Maurice Chevalier, Elizabeth Taylor, James Stewart, Alfred Hitchcock, Bob Hope, Salvador Dalí, Ronald Reagan, Orson Welles, Fred Astaire, Paul Newman, Lauren Bacall, Gene Kelly, Robert Mitchum, Frank Sinatra, Tony Curtis, Lena Horne, Clarence Nash, Lana Turner, Jack Dempsey, Louis Armstrong, Emmett Kelly, Groucho Marx et Eleanor Roosevelt.